# Ulf Abjörnsson (sparre)
Ulf Abjörnsson (Sparre av Tofta), död mellan 1347 och 1348, var en svensk riddare, riksråd, lagman i Tiohärads lagsaga. 

## Biografi
Ulf Abjörnsson var son till Abjörn Sixtensson (Sparre av Tofta) och Ingeborg Ulfsdotter (Ulv), samt bror till Nils Abjörnsson. Han var riksråd från 1320 och lagman i Tiohärads lagsaga från 1347. Han avled mellan 1347 och 1348.
Han ingick från 1347 tillsammans med väpnarna Algot Bengtsson (Griphuvud), lagman i Västergötland, och Tyrger, lagman i Värmland, i kung Magnus Erikssons nämnd.

### Egendom
Ulf Abjörnsson ägde gods i Västerrekarne härad i Södermanland, Snevringe härad i Västmanland, Aska härad, Bankekinds härad, Björkekinds härad, Göstrings härad, Hanekinds härad, Skärkinds härad och Lösings härad i Östergötland, Norrvidinge härad och Östra härad i Småland och på Själland.

### Familj
Han gifte sig första gången senast 1317 med Kristina Sigmundsdotter (tre klöverblad) (död 1326–1330), dotter till riksrådet Sigmund Keldorsson (tre klöverblad) och Cecilia.. De fick tillsammans barnen riddaren, riksrådet, lagmannen och marsken Karl Ulfsson (Sparre av Tofta) och Filip Ulfsson.
Ulf Abjörnsson gifte sig andra gången senast 1337 med Margareta (Märta) Sunesdotter (Båt), dotter till riddaren och riksrådet Sune Jonsson (Båt). De fick tillsammans barnen Ingeborg Ulfsdotter som var gift med Bengt Algotsson och Kristina Ulfsdotter som var gift med lagmannen Nils Jonsson (Rickebyätten) och riksrådet Peter Ribbing.
Margareta (Märta) levde ännu 1362 men var död 1381 och bodde på Fågelvik, idag en herrgård i Tryserums socken, Norra Tjusts härad, Småland. Märta var Fågelviks första kända ägare.